# Ministerium der Finanzen und für Europa des Landes Brandenburg
Das Ministerium der Finanzen und für Europa des Landes Brandenburg (MDFE) in Brandenburg ist das Finanzministerium des Landes Brandenburg mit Sitz in Potsdam und eines seiner neun Ministerien.

## Leitung
Seit dem 11. Dezember 2024 ist Robert Crumbach (BSW) Minister im Kabinett Woidke IV. Staatssekretäre sind Volker-Gerd Westphal (SPD) und Tinko Hempel (BSW).

## Geschichte
In der 1945 gebildeten ersten Regierung der damaligen Provinz Brandenburg (Kabinett Steinhoff I) existierten noch keine Ministerien. Für Finanzen war der 4. Vizepräsident Georg Remak zuständig, der noch 1945 von Frank Schleusener abgelöst wurde. Ab der 1946 folgenden Regierung existierte dann bis zur Auflösung des Landes Brandenburg 1952 ein Finanzministerium.
Zur Wiedergründung des Landes Brandenburg im Jahr 1990 wurde auch das Finanzministerium wieder eingerichtet. 2019 erhielt es den Bereich der „Europaangelegenheiten“ und firmiert seitdem unter dem heutigen Namen.

## Aufgaben und Organisation
Das Ministerium gliedert sich in folgende Abteilungen:
- Abteilung 1: Zentrale Dienste
- Abteilung 2: Haushalt
- Abteilung 3: Steuer
- Abteilung 4: Landesvermögen,  Liegenschafts- und Bauverwaltung
- Abteilung 5: Europaangelegenheiten

## Nachgeordnete Behörden
Dem Ministerium sind folgende Einrichtungen nachgeordnet:
- Landesoberbehörden
  - Landeshauptkasse Brandenburg (LHK), Potsdam
- Untere Landesbehörden
  - 13 Finanzämter
  - Technisches Finanzamt (TFA), Cottbus
- Einrichtungen des Landes
  - Fachhochschule für Finanzen des Landes Brandenburg (FHF), Königs Wusterhausen
  - Landesfinanzschule Brandenburg (LFS), Königs Wusterhausen
  - Fortbildungszentrum der Finanzverwaltung (FBZ), Königs Wusterhausen
  - Zentrale Bezügestelle des Landes Brandenburg (ZBB), Cottbus
- Landesbetriebe
  - Brandenburgischer Landesbetrieb für Liegenschaften und Bauen (BLB), Potsdam

Dem Ministerium ist zudem die Vertretung des Landes Brandenburg bei der Europäischen Union in Brüssel untergeordnet.

## Staatssekretäre im Ministerium
- 1990–1996: Heinz Padberg
- 1996–2001: Horst Mentrup
- 2001–2004: Karl-Peter Schackmann-Fallis
- 2004–2009: Rudolf Zeeb
- 2009–2019: Daniela Trochowski
- 2019–2024: Frank Stolper
- 2019–2024: Jobst-Hinrich Ubbelohde
- seit 2024: Volker-Gerd Westphal
- seit 2025: Tinko Hempel